# Marmosa de Rutter
La marmosa de Rutter (Marmosa rutteri) és una espècie d'opòssum de la família dels didèlfids. Viu a altituds de fins a 800 msnm a l'oest del Brasil, el sud-est de Colòmbia, l'est de l'Equador i l'est del Perú. Té una llargada de cap a gropa de 152–206 mm, la cua de 210–291 mm i un pes de 63–180 g. El seu hàbitat natural són els boscos de diferents tipus. Latham Rutter fou la persona que cedí al Museu Britànic el material que permeté descriure aquesta espècie, entre d'altres.